# Fjodor Fjodorowitsch Bogdanowski
Fjodor Fjodorowitsch Bogdanowski (russisch Фёдор Фёдорович Богдановский; * 16. April 1930 in Schetejewo, Oblast Twer; † 2. Oktober 2014 in Sankt Petersburg) war ein sowjetischer Gewichtheber.

## Werdegang
Fjodor Bogdanowski begann mit 18 Jahren mit dem Gewichtheben. Zunächst startete er bei regionalen Meisterschaften im Federgewicht, wuchs aber schon bald in das Leichtgewicht hinein. Als 19-jähriger Leichtgewichtler schaffte er 1949 275 kg im olympischen Dreikampf (OD). Zu jener Zeit war er als Chauffeur in einer Glashütte tätig. 1950 wurde er zum Militär eingezogen und nach Moskau versetzt. Dort kam er in die Hände des Trainers Nikolai Krylow, der ihn schnell nach vorne brachte. 1952 startete er bei den Meisterschaften der Sowjetarmee in Odessa und gewann dort mit 365 kg im Mittelgewicht. 1954 führte ihn seine erste Auslandsreise mit der sowjetischen Nationalmannschaft nach Libanon und Ägypten. In Kairo erzielte er dabei 395 kg im OD und gehörte damit zur Weltspitze im Mittelgewicht.
Ab 1954 war er für viele Jahre der sowjetische Starter bei Olympischen Spielen und Weltmeisterschaften in dieser Gewichtsklasse. Die US-Amerikaner Peter George und Thomas Kono waren in dieser Zeit seine härtesten Gegner. Sein größter sportlicher Erfolg war der Olympiasieg 1956 in Melbourne, als ihm endlich ein Sieg über Peter George gelang. Ab 1959 erwuchs ihm mit Alexander Kurynow ein Rivale im eigenen Land, der ihn 1960 aus der Nationalmannschaft verdrängte. Nach Beendigung seiner Laufbahn als aktiver Gewichtheber widmete sich Fjodor Bogdanowski dem Traineramt in Leningrad. Einer seiner Meisterschüler war Pawel Perwuschin.

## Internationale Erfolge
(OS = Olympische Spiele, WM = Weltmeisterschaft, Mi = Mittelgewicht, Ls = Leichtschwergewicht)
- 1954, 2. Platz, WM in Wien, Mi, mit 402,5 kg, hinter Peter George, USA, 405 kg und vor Stanley Stanczyk, USA, 390 kg;
- 1955, 2. Platz, WM in München, Mi, mit 405 kg, hinter George, 405 kg und vor Ingemar Franzen, Schweden, 372,5 kg;
- 1956, Goldmedaille, OS in Melbourne, mit 420 kg, vor George, 412,5 kg und Ermanno Pignatti, Italien, 382,5 kg;
- 1957, 2. Platz, WM in Teheran, Mi, mit 420 kg, hinter Thomas Kono, USA, 420 kg und vor Jan Bochenek, Polen, 395 kg;
- 1958, 2. Platz, Grand Prix von Moskau, mit 412,5 kg, hinter Kono, 417,5 kg und vor Alexander Kurynow, UdSSR, 400 kg;
- 1958, 2. Platz, WM in Stockholm, Mi, mit 422,5 kg, hinter Kono, 430 kg und vor Marcel Paterni, Frankreich, 395 kg;
- 1959, 1. Platz, Meisterschaft der Ostarmeen in Leipzig, Mi, mit 425 kg, vor Bochenek, 382,5 kg;
- 1959, 2. Platz, WM in Warschau, Mi, mit 417,5 kg, hinter Kono, 425 kg und vor Bochenek, 392,5 kg.

## UdSSR-Meisterschaften
- 1954, 2. Platz, Mi, mit 380 kg;
- 1955, 2. Platz, Mi, mit 402,5 kg, hinter Juri Duganow, 407,5 kg,
- 1956, 1. Platz, Mi, mit 415 kg, vor Rabcev, 395 kg und Mustafa Jagly-Ogly, 390 kg,
- 1957, 1. Platz, Mi, mit 420 kg, vor Jagli-Ogli, 400 kg und Ljach, 395 kg,
- 1958, 1. Platz, Mi, mit 417,5 kg, vor Kurynow, 407,5 kg und Plaksjuk, 405 kg,
- 1959, 1. Platz, Mi, mit 417,5 kg, vor Kurynow, 405 kg und Malakin, 400 kg
- 1960, 2. Platz, Mi, mit 420 kg, hinter Kurynow, 420 kg und vor Surzan, 402,5 kg,
- 1961, 2. Platz, Ls, mit 440 kg, hinter Rudolf Plukfelder, 462,5 kg, vor Rastscheschkin, 435 kg,
- 1962, 3. Platz, Ls, mit 435 kg, hinter Plukfelder, 450 kg und Rastscheschkin, 440 kg,
- 1963, 2. Platz, Ls, mit 452,5 kg;
- 1965, 6. Platz, Ls, mit 435 kg, Sieger Kidjajew, 470 kg vor Schichow, 450 kg.

## Weltrekorde
(alle im Mittelgewicht)
im beidarmigen Drücken:
- 134 kg, 1956 in Moskau,
- 135 kg, 1957 in Leningrad,
- 135,5 kg, 1957 in Lemberg,
- 136 kg, 1958 in Leningrad,
- 139 kg, 1958 in Kiew,
- 140,5, 1960 in Leningrad,
- 141,5, 1960 in Riga.

im olympischen Dreikampf:
- 415, 1956 in Moskau,
- 417,5 kg, 1956 in Leningrad,
- 420, 1956 in Melbourne,
- 422,5 kg, 1957 in Leningrad,
- 425 kg, 1957 in Lemberg,
- 430 kg, 1958 in Kiew,
- 432,5 kg, 1960 in Leningrad.